# GEOS
GEOS (Graphic Environment Operating System), později Geoworks je operační systém na bázi DOSu (Disk Operating System) s grafickým rozhraním založeným na oknech, který byl původně vyvinut pro velmi populární 8bitové počítače Commodore C64 roku 1986 firmou Berkeley Softworks, později Geoworks Corporation; jedná se o jinou platformu než stejnojmenný GEOS, který byl určen pro mikroprocesory 6502 od firmy MOS Technologies.
Byly vytvořeny i verze pro IBM PC a podobné systémy a platformu x86. Jedna z verzí byla vyvinuta pro telefon Nokia 9000 Communicator, později 9110i, který v sobě má procesor 486 na 33 MHz (následující modely již mají Symbian OS).
Poslední  verze, PC/GEOS 4.0, byla vyvinuta léta 2001 společností Breadbox Computer Company LLC a pojmenována Breadbox Ensemble.